# Pedicularis dasyantha
Pedicularis dasyantha es una especie de planta herbácea de la familia Orobanchaceae, anteriormente clasificada en las escrofulariáceas.

## Distribución y hábitat
Es una planta originaria de las altas áreas árticas de Svalbard, Nueva Zembla, el borde del continente, y el oeste de la Península de Taimyr. En Svalbard se limita a la isla principal, Spitsbergen. Crece en lugares húmedos y entre matorrales, a menudo junto con Dryas octopetala y Cassiope tetragona. Como todos los Pedicularis es una hemiparásita y el anfitrión preferido es probablemente Dryas octopetala.

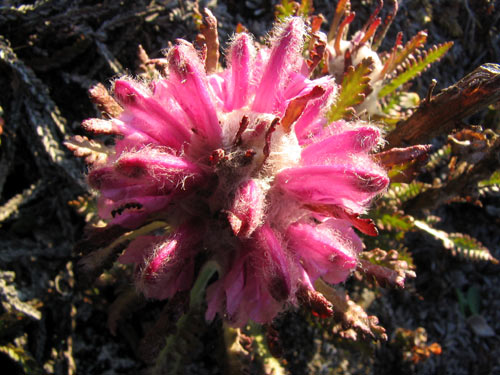
A P. dasyantha vista desde arriba

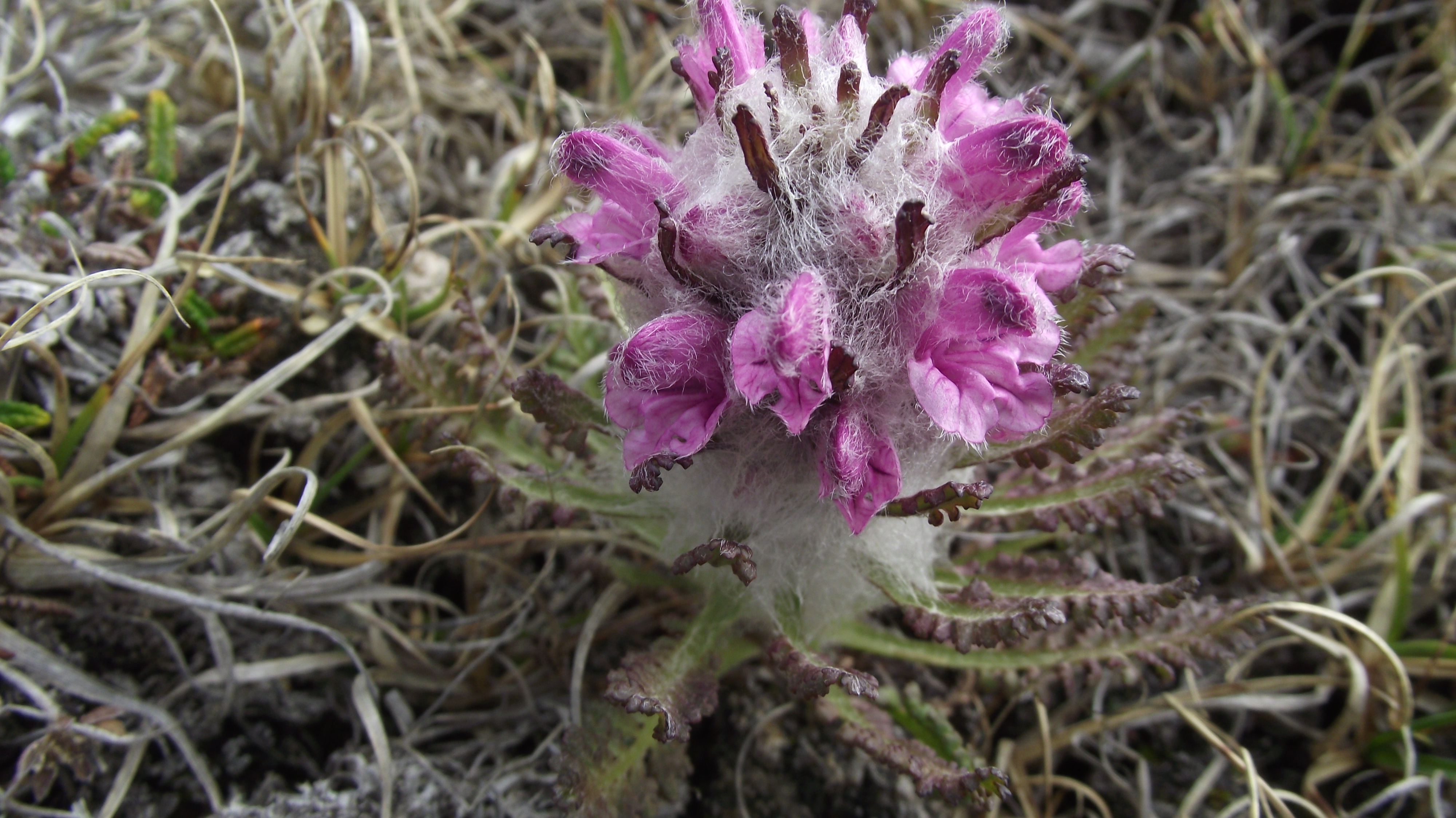
Vista de la planta

## Descripción
Alcanza un tamaño de hasta 10 a 15 cm de altura, con un tallo grueso, solo o unos pocos juntos, desde una espesa y amarilla raíz pivotante. Los hojas basales son numerosas y pinnadas divididas en muchos segmentos. El tallo tiene muchas hojas, lanoso en la parte más alta entre las flores. Las flores se producen en una densa inflorescencia oblonga, cada flor con una corola de color rojo, con la punta superior peluda; el tubo de la corola es más largo que el cáliz .

## Taxonomía
Pedicularis dasyantha fue descrita por (Trautv.) Hadač y publicado en Studia Botanica Čechica 5: 4–5. 1942.
Etimología
Pedicularis: nombre genérico que deriva de la palabra latína pediculus que significa "piojo", en referencia a la antigua creencia inglesa de que cuando el ganado pastaba en estas plantas, quedaban infestados con piojos.
dasyantha: epíteto latíno que significa "con flor peluda"
Sinonimia
- Pedicularis kanei subsp. dasyantha Hultén
- Pedicularis lanata subsp. dasyantha (Hadač) Hultén